# Hemithyrsocera nishidai
Hemithyrsocera nishidai är en kackerlacksart som först beskrevs av Roth, L. M. 1985.  Hemithyrsocera nishidai ingår i släktet Hemithyrsocera och familjen småkackerlackor. Inga underarter finns listade i Catalogue of Life.